# Dendrogaster elegans
Dendrogaster elegans är en kräftdjursart som beskrevs av Wagin 1950. Dendrogaster elegans ingår i släktet Dendrogaster och familjen Dendrogastridae. Inga underarter finns listade i Catalogue of Life.